# Erika Herbst
Erika Herbst (* 25. März 1925 in Nürnberg) ist eine deutsche Medizinjournalistin und Esoterikerin, die sich in ihrem Engagement für alternative Gesundheitspolitik durch Gründung der Partei „Die Mündigen Bürger“ an der Bundestagswahl 1987, an den Europawahlen 1984 und 1989 und an verschiedenen Landtagswahlen beteiligte.
Die von ihr in den 1970er Jahren gegründete Bürgeraktion „Fortschritt für alle“ veröffentlichte in der gleichnamigen Vierteljahreszeitschrift zahlreiche Artikel zu alternativen Diagnose- und Heilmethoden sowie zu den Themen Umweltschutz und Tierschutz.
Die von ihr initiierte „Selbsthilfegruppe mündige Bürger“ gibt inzwischen in 3. Auflage das von ihr verfasste „Die Lösung des Krebsproblems - Die Heilkunst von Morgen - Andere Hilfen und Tabus“ heraus, in dem die Positionen der „Selbsthilfegruppe“ mit der „Verhütungsmedizin“ zusammengefasst sind.
Durch die Bürgeraktion „Fortschritt für alle“ gab sie in den 1970er Jahren Folgen doppelseitig bedruckte Flugblätter in einheitlicher Aufmachung heraus. Diese behandelten gesundheitliche Aspekte wie den der Baubiologie und der Radiästhesie (der Empfindlichkeit gegenüber Erdstrahlen), aber auch Fragen der Strahlenbelastung durch Nutzung der Atomenergie.
Sie kritisierte die "unredliche Informationspolitik" der Medien. So widmete sie – die Fachzeitschrift „Der Journalist“ 12/73 zitierend und promulgierend – ein ganzes Flugblatt der Darstellung der kurzfristigen Absetzung des Fernsehfilms „Bürger gegen Atomkraftwerke“ am 23. Oktober 1973 durch den Programmdirektor Werner Höfer. Die Sendung wurde durch massiven Druck von AKW-Gegnern sechs Wochen später erzwungen.
Sie warb ebenfalls für alternative Energiegewinnung, so auf das Projekt eines Sonnen-Wasserstoff-Kraftwerks, 1973 vorgestellt von dem ehemaligen Rektor der TU Braunschweig Prof. Eduard Justi.
Zur Bundestagswahl 1976 trat sie als Direktkandidatin im Wahlkreis 228 Erlangen für den 5%-Block an, ein Wahlbündnis rechtsextremer politischer Gruppierungen.